# Saeco (bedrijf)

Het logo van Saeco.

Saeco is een Italiaanse producent van koffiezetapparaten. De hoofdvestiging is te Gaggio Montano, in de Italiaanse metropolitane stad Bologna.
Dit bedrijf is opgericht in 1981 door Sergio Zappella en Arthur Schmed. De naam Saeco staat voor Sergio, Arthur e compagnia.
In 1985 werd de eerste automatische espressomachine voor huishoudelijk gebruik op de markt gebracht.
Toen in 1999 het merk Gaggia werd overgenomen, was het bedrijf een grote speler geworden. Het verkocht koffiemachines in 60 landen en had 16 vestigingen wereldwijd.
Eind 2003 werd Saeco door een Frans private-equitybedrijf, PAI Partners, overgenomen nadat het veel geld nodig had voor reorganisaties.
Uiteindelijk werd, op 27 mei 2009 bekendgemaakt dat Saeco door Philips werd overgenomen dat, via de divisie Consumer Lifestyle, een groter marktaandeel in de markt voor geavanceerde koffiemachines wilde bereiken.
Vanaf 1996 tot en met 2004 was Saeco de sponsor van een professionele wielerploeg.